# Cinema da África
A expressão cinema da África se refere geralmente à produção cinematográfica dos países ao sul do deserto do Saara, que se tornaram independentes a partir dos anos 60. Alguns países que pertencem geograficamente ao continente africano (Egito, por exemplo) desenvolveram uma indústria cinematográfica mais cedo. Comumente, cinema da África inclui também filmes de diretores africanos que emigraram de seus países, geralmente para a América.

## História

### Era colonial
Durante o período colonial, a África foi representada no cinema por cineastas do Ocidente. O continente era apresentado sem história ou cultura próprias. Os melhores exemplos são os épicos Tarzan,   Uma aventura na África e vários adaptações de Rider Haggard para uma novela chamada As Minas do Rei Salomão.
Para muitos escritores africanos, como Chinua Achebe, assim como para os cineastas africanos, o repúdio aos estereótipos e imagens sobre os africanos foi uma importante motivação.
Nas colônias francesas, a atividade era formalmente proibida. O primeiro filme francês sobre o tema, L’Afrique sur Seine (1955), foi, na verdade, uma curta-metragem realizada em Paris por jovens estudantes africanos do IDHEC sob a direção de Paulin Soumanou Vieyra.
Antes da independência, poucos filmes anti-coloniais eram produzidos. As estátuas também morrem de Chris Marker e Alain Resnais, sobre um assalto de arte africana, que foi censurado na França por dez anos, ou  Afrique 50 de René Vauthier, sobre revoltas na Costa do Marfim e em Burkina Faso, são alguns exemplos. Alguns filmes etnográficos dessa época produzidos por Jean Rouch e por outros diretores foram rejeitados por cineastas africanos porque na opinião destes a realidade africana era distorcida.

### Décadas 1960 e 1970

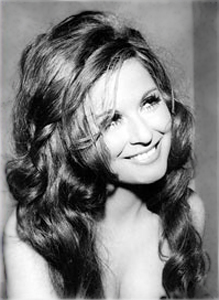
Soad Hosny, uma das atrizes mais populares da época de ouro do Cinema Egípcio

O primeiro filme africano a ter reconhecimento internacional foi A Negra de… (A Jovem Negra), de Ousmane Sembène, que mostrava o desespero de uma mulher africana ao trabalhar como doméstica na França. O escritor Tercio se voltou para o cinema para atingir um público maior. Ele é considerado o "pai do cinema africano". O país onde ele nasceu, o Senegal, tem a produção cinematográfica mais significativa.
Em 1969, com o Festival do Cinema Africano - FESPACO, em Burkina Faso, o Cinema da África estabeleceu seu próprio fórum. FESPACO agora acontece de dois em dois anos, alternando com o Festival de Cinema de Cartago, em Cartago, na Tunísia.
A Federação dos Cineastas Africanos - FEPACI foi fundada em 1969 para promover a produção, distribuição e exibição do Cinema africano. Desde sua concepção, a FEPACI tem sido parceira de outras organizações no desenvolvimento social, político e econômico do continente africano.
O soleil O de Med Hondo, filmado em 1969, foi reconhecido imediatamente. Não menos engajado que Sembène, ele utiliza uma linguagem menos formal para mostrar o que significa ser ter um tom de pele "errado" na França.
A comédia Touki-Bouki de Djibril Diop Mambéty, rodado em 1973 sobre um casal de jovens em Dakar querendo viajar para Paris a qualquer custo é considerado um dos melhores filmes africanos já realizados.

### Após 1980
Yeelen, feito em 1987 por de Souleymane Cissé e Guimba, feito em 1995 pelo Sheik Oumar Sissokoor, ambos de Mali, foram bem recebidos no ocidente. Alguns jornalistas especializados criticaram os diretores por adaptarem os filmes aos gostos do público ocidental.
Alguns filmes dos anos 1990, como Quartier Mozart, de Jean-Pierre Bekolo (Camarões/1992), foram situados nas metrópoles africanas globalizadas.
O primeiro ápice do cinema africano aconteceu na África do Sul, em 2006. Foi seguido pelo IX Congresso da Federação dos Cineastas Africanos - FEPACI.

## Produção e divulgação
Os cineastas africanos geralmente têm dificuldades de atingir seu público. As salas comerciais geralmente têm que programar e exibir primeiramente filmes de Hollywood (americanos) ou de Bollywood (indianos).No entanto, ainda há sessões reservadas, nas quais o público têm acesso a filmes africanos. A maioria dos cinestas africanos ainda dependem de instituições europeias para financiar suas produções. Uma produção de Vídeo viável e consistente se estabeleceu na Nigéria, informalmente conhecida como Nollywood.

## Missão
A abordagem política dos cineastas africanos é evidente no "Charte du Cinéaste Africain" (Manifesto dos cineastas africanos), que a União dos Cineastas Africanos adotou na Argélia em 1975
Os cineastas começaram a denunciar o neocolonialismo nas sociedades africanas. "As sociedades africanas vivem dominadas em vários níveis: politicamente, economicamente e culturalmente". Os cineastas africanos reafirmaram sua solidariedade a posições progressistas dos cineastas de outros países. O Cinema da África geralmente é visto como parte do chamado Third Cinema.
Nas palavras de Souleymane Cissé: "A primeira tarefa dos cineastas africanos é mostrar que os africanos são seres humanos e ajudá-los a descobrir seus valores que podem ser postos a serviço de outros. As próximas gerações vão ampliar para outros aspectos do cinema. Nossa obrigação é mostrar que os homens brancos mentiram com suas imagens" (Thackway, p. 39).
Alguns cineastas, como Ousmane Sembène, tentaram resgatar a história relembrando a resistência à dominação europeia e islâmica.
O papel do cineasta africano é geralmente comparado ao poeta Griot, isto é, refletir experiências coletivas. Modelos da tradição oral reaparecem nos filmes africanos. Os filmes africanos também têm sido influenciados pela tradição de outros continentes, como o neorealismo italiano ou o Cinema Novo, do Brasil e pelo teatro de Bertolt Brecht. Alguns planos de câmera nos filmes de Ousmane Sembène tem por referencia o cinema japonês de Yasujiro Ozu e alguns dos temas por ele abordados remetem ao Cinema Russo.

## Mulheres cineastas
A etimologista Safi Faye foi a primeira diretora africana a ganhar reconhecimento internacional.
Em 1972, Sarah Maldoror filmou Sambizanga sobre a Guerra colonial portuguesa, no período 1961-1974, em Angola. Mulheres sobreviventes do conflito armado são o assunto do documentário Les oubliées (Os esquecidos), realizado por Anne-Laure Folly vinte anos mais tarde.

## Diretores por País
- Africa do Sul: Lionel Ngakane, Seipati Bulani-Hopa, Mickey Dube, Gavin Hood, Zola Maseko, Sechaba Morejele, Morabane Modise, Teddy Matthera, Neill Blomkamp.
- Angola: Sarah Maldoror, Zeze Gamboa
- Benin: Jean Odoutan, Idrissou Mora Kpai
- Burkina Faso: Idrissa Ouedraogo, Gaston Kaboré, Dani Kouyaté, Fanta Régina Nacro, Apolline Traore, Orissa Touré, Pierre Yameogo, Sanou Kollo, Pierre Ruamba
- Camerões: Jean-Pierre Bekolo, Bassek Ba Kobhio, Jean-Pierre Dikongué Pipa, Jean-Marie Teno, François Woukoache
- Cabo Verde: César Schofield Cardoso, Júlio Silvão, Leão Lopes, Mário Cabral, Mário Almeida, Tambla Almeida
- Costa do Marfim: Desiré Ecaré, Fadika Kramo Lancine, Roger Gnoan M'Bala, Jacques Trabi
- Congo: Mweze Ngangura, Balufu Bakupa-Kanyinda, Joseph Kumbela, Zeka Laplaine
- Egito: Salah Abu Seif, Youssef Chahine, Yousry Nasrallah, Ezzel Dine Zulficar, Sherif Arafa, Tarek Al Erian, Atef El Tayeb, Khaled Youssef, Ali Badrakhan, Dawood Abdel Said, Magdy Ahmed Ali, Marwan Hamed, Amr Arafa, Barakat, Ehab Mamdouh, Sandra Nashat, Enas El Deghedy, Adel Adeeb, Mohamed Khan, Ehab Lamey, Shady Abdel Salam, Hala Khaleel, Khairy Beshara, Ali Ragab, Hady El Bagoury, Radwan El Kashef, Ashraf Fahmy, Samir Seif, Ali Abdel Khaleq, Nader Galal
- Etiopia: Haile Gerima
- Gabão: Imunga Ivanga
- Gana: Kwaw Ansah, King Ampaw, John Akronfrah, Fara Awindor
- Guiné: David Achkar, Gahité Fofana, Mohamed Camara
- Guiné Bissau Flora Gomes
- Mali: Souleymane Cissé, Cheick Oumar Sissoko, Abdoulaye Ascofare, Adama Drabo
- Mauritânia: Med Hondo, Abderrahmane Sissako, Sidney Sokhana
- Nigéria: Oumarou GandaOla Balogun, Eddie Ugboma, Amaka Igwe, Zeb Ejiro, Lola Fani-Kayode, Bayo Awala, Izu Ojukwu, Greg Fiberesima,Tunde Kelani, Jide Bello
- Quênia: Judy Kibinge, Jane Munene, Anne Mungai
- Senegal: Ousmane Sembène, Paulin Soumarou Vieyra, Djibril Diop Mambéty, Moussa Sene Absa, Safi Faye, Ababacar Samb-Makhbaram, Ben Diogaye Beye, Clarence Delgado, Ahmadou Diallo,  Bouna Medoune Seye, Moussa Touré, Mansour Sora Wade, Samba Félix Ndiaye
- Somalia: Abdisalam Aato
- Sudão: Gadalla Gubara
- Togo: Anne Laure Folly

### Filmes sobre o Cinema africano
- Câmara da África, Diretor: Férid Boughedir, Tunísia/França, 1983
- Les Fespakistes, Diretoress: François Kotlarski, Eric Münch, Burkina Faso/França 2001
- This is Nollywood